# Ватульян, Александр Ованесович
Алекса́ндр Оване́сович Ватулья́н (8 октября 1953, Ростов-на-Дону, Ростовская область) — советский и российский ученый в области механики деформируемого твердого тела, теории упругости, теоретической и прикладной механики, доктор физико-математических наук (1993), профессор (1995). Заслуженный деятель науки Российской Федерации (2023), почётный работник высшего профессионального образования Российской Федерации (2014). Является заведующим кафедрой теории упругости Южного федерального университета в городе Ростов-на-Дону, а также заведующим отделом дифференциальных уравнений Южного математического института в городе Владикавказ. Соросовский профессор по математике (1997, 1998, 2000).

## Биография
Родился в Ростове-на-Дону в семье педагогов Людмилы Сергеевны и Аванеса Христофоровича. Мать Александра Ованесовича — учитель английского языка с многолетним стажем работы в школе. Отец — выпускник физмата РГУ, доцент, кандидат технических наук, около 50 лет проработал на кафедре теоретической механики Новочеркасского политехнического института. Именно Аванес Христофорович привил своему сыну любовь к математике и интерес к решению олимпиадных задач.
В 1970 г. Ватульян окончил школу с золотой медалью и, как победитель факультетской олимпиады по математике, без вступительных испытаний был принят на первый курс мехмата РГУ. Изначально он планировал учиться на отделении математики, но по совету отца поступил на отделение «Механика», продолжив семейную традицию. С третьего курса включился в научную работу под руководством молодого доктора наук В. А. Бабешко и на 4 курсе выступил с докладом на студенческой научной конференции в Киевском государственном университете, где был награждён почетной грамотой. После окончания с отличием мехмата в 1975 г. поступил в аспирантуру к профессору В. А. Бабешко и под его руководством защитил в декабре 1978 г. кандидатскую диссертацию на тему «Смешанные статические и динамические задачи теории упругости для ортотропного слоя».
С осени 1978 начал работать ассистентом кафедры теории упругости Ростовского госуниверситета, вести практические занятия по теоретической механике и лабораторные по сопротивлению материалов. На курсах повышения квалификации в МГУ в 1979 и 1984 принимал участие в семинарах, слушает научные доклады и лекции.
С 1985 стал работать в должности доцента кафедры, участвовать в выполнении хоздоговорных работ, в 1989—1991 исполнял обязанности заместителя декана мехмата по научной работе. В 1991—1993 обучался в докторантуре под руководством академика РАН И. И. Воровича, который привлек его внимание к классу обратных задач — задачам о колебаниях упругих тел с полостями и трещинами и их идентификации. Исследование этих задач привело к изучению и совершенствованию метода граничных интегральных уравнений для сферически несимметричных операторов, построению интегральных представлений фундаментальных и сингулярных решений для анизотропных материалов, разработке экономичных схем метода граничных элементов для сред с анизотропией различного типа.
9 ноября 1993 на первом заседании только что открытого специализированного Совета при Ростовском университете защитил докторскую диссертацию на тему «Метод граничных интегральных уравнений в динамических задачах анизотропной теории упругости и электроупругости» по специальности «Механика деформируемого твердого тела», в 1995 получил ученое звание профессора по кафедре теории упругости. Предложенные в работе идеи и подходы использования метода граничных интегральных уравнений в дальнейшем были развиты, обобщены и нашли приложения в исследованиях многих отечественных и зарубежных ученых.
Значительную роль в становлении А. О. Ватульяна как ученого и человека сыграли академики РАН Иосиф Израилевич Ворович и Владимир Андреевич Бабешко. По совету Воровича Ватульян начал заниматься обратными задачами механики деформируемого твердого тела. Общие результаты по решению обратных коэффициентных задач были применены Ватульяном и его учениками к практически важным задачам идентификации неоднородного предварительного напряженного состояния, изучению свойств функционально-градиентных материалов и для идентификации свойств тканей в биомеханике (костной ткани, кожи).

## Образование и профессиональная деятельность
Педагогический стаж 40 лет, начиная с осени 1978 года.
- Окончание обучения в школе СШ № 7 г. Новочеркасска с золотой медалью в 1970 году
- Окончил механико-математический факультет Ростовского государственного университета (ныне — ЮФУ) с отличием по специальности «Механика» в 1975 году
- Обучение в аспирантуре мехмата РГУ с 1975 по 1978 под руководством профессора В. А. Бабешко
- С осени 1978 года — ассистент кафедры теории упругости РГУ
- Защита кандидатской диссертации «Смешанные статические и динамические задачи теории упругости для ортотропного слоя» по специальности «Механика деформируемого твердого тела» в декабре 1978 года
- Повышение квалификации в МГУ (1979, 1984)
- С 1985 — доцент кафедры теории упругости РГУ
- Заместитель декана мехмата РГУ по научной работе с 1989 по 1991.
- Обучение в докторантуре РГУ с 1991 по 1993 под руководством академика РАН И. И. Воровича
- 9 ноября 1993 — защита докторской диссертацию на тему «Метод граничных интегральных уравнений в динамических задачах анизотропной теории упругости и электроупругости» по специальности «Механика деформируемого твердого тела» на специализированном Совете при РГУ
- Присуждение ученого звания профессора по кафедре теории упругости в 1995 году
- Заведующий кафедрой Высшей математики в ДГТУ в 1995—1997, чтение курсов лекций
- С 2001 — заведующий кафедрой теории упругости ЮФУ
- С 2008 — главный научный сотрудник отдела дифференциальных уравнений Южного математического института
- С 2012 — заведующий отделом дифференциальных уравнений Южного математического института

## Научная деятельность
За период 1995—2014 руководил 6 научными и двумя издательскими грантами РФФИ, 2 проектами Минобрнауки РФ, 1 грантом по программе РАН, а также контрактом по ФЦП «Кадры». В последние годы А. О. Ватульян возглавляет работы по 8 научным и 3 издательским грантам РФФИ.
Научные сообщества:
- Является членом Российского Национального комитета по теоретической и прикладной механике (с 2006)
- Член Совета РАН по механике деформируемого твердого тела

Организатор научных конференций:
- «Современные проблемы механики сплошной среды» (г. Ростов-на-Дону)
- «Математическое моделирование и биомеханика в современном университете» (пос. Дивноморское)

Член редколлегий научных журналов, входящих в перечень ВАК:
- Экологический вестник ЧЭС (г. Краснодар)
- Владикавказский математический журнал (г. Владикавказ)
- Российский журнал биомеханики (г. Пермь)
- Известия Саратовского университета. Новая серия. Серия Математика. Механика. Информатика (г. Саратов)
- Известия Российской академии наук. Механика твердого тела  (г. Москва)

### Научные направления
- Метод граничных интегральных уравнений в прямых и обратных геометрических задачах теории упругости и особенности его численной реализации
- Обратные геометрические граничные и коэффициентные задачи механики деформируемого твердого тела и разработка методов их решения
- Распространение волн в анизотропных средах
- Математические модели биомеханики тканей
- Динамические задачи теории упругости
- Акустические методы неразрушающего контроля и идентификации биологических тканей[2]

### Основные научные результаты
- Построены интегральные представления фундаментальных решений в анизотропной теории упругости и электроупругости
- Предложена экономичная реализация метода граничных элементов для сред с анизотропией различного типа
- Разработаны методы исследования ряда обратных граничных и геометрических задач теории упругости и электроупругости, сочетающие идеи линеаризации систем ГИУ и методов регуляризации
- Развиты подходы построения систем ГИУ для эллиптических операторов, не требующих знания фундаментальных решений и предложено их использование в задачах идентификации дефектов
- Разработаны общие методы исследования коэффициентных обратных задач в механике деформируемого твердого тела
- Предложены эффективные вычислительные схемы построения решений коэффициентных обратных задач для стержней и пластин
- Представлены способы решения задач об идентификации свойств для моделей теории упругости, электроупругости, пороупругости, термоупругости, о предварительном напряженном состоянии в твердых телах[2]

### Читаемые курсы
Разработаны оригинальные курсы «Обратные задачи в механике», «Теория случайных процессов в механике», «Методы идентификации динамических систем», «Введение в биомеханику».
Руководство курсами по следующим дисциплинам:
1. Обратные задачи в механике
2. Методы идентификации динамических систем
3. Теория случайных процессов в механике
4. Динамические задачи теории упругости
5. Введение в биомеханику

### Ученики
Подготовил 5 докторов и 32 кандидата наук, среди которых:.
- Аркадий Николаевич Соловьев (д.ф.-м.н., 2005)
- Вячеслав Николаевич Беркович (д.ф.-м.н., 2011)
- Оксана Вячеславовна Явруян (к.ф.-м.н., 2005, д.ф.-м.н., 2022)
- Павел Сергеевич Углич (к.ф.-м.н., 2006)
- Ольга Александровна Беляк (к.ф.-м.н., 2008)
- Татьяна Александровна Аникина (к.ф.-м.н., 2012)
- Сергей Анатольевич Нестеров (к.ф.-м.н., 2013, д.ф.-м.н., 2024)
- Александр Александрович Ляпин (к.ф.-м.н., 2013)
- Владимир Владимирович Дударев (к.ф.-м.н., 2013)
- Ростислав Дмитриевич Недин (к.ф.-м.н., 2014, д.ф.-м.н., 2025)
- Иван Викторович Богачев (к.ф.-м.н., 2014)

## Награды
- Заслуженный деятель науки Российской Федерации (2023)[4]
- Почетный работник высшего профессионального образования РФ (2014)[1]

## Семья
Жена Александра Ованесовича — Татьяна Александровна Ватульян, работает в редакции журнала «Известия высших учебных заведений. Северо-Кавказский регион».
Старшая дочь — Карина Ватульян (кандидат физико-математических наук, преподает в Институте механики, математики и компьютерных наук ЮФУ), младшая дочь — Маргарита Диденко (магистр культурологии, методист образовательных программ в корпоративном обучении).

## Хобби
- Филателия (Математика и механика в филателии[1])
- Настольный теннис
- Шахматы

## Публикации
Автор и соавтор более 500 научных и методических работ в области механики деформируемого твёрдого тела, численных методов, теории дифференциальных и интегральных уравнений и обратных задач.

### Монографии
- Ватульян А. О. Обратные задачи в механике деформируемого твердого тела. — Москва: Физматлит, 2007. — 223 с.
- Ватульян А. О., Соловьев А. Н.. — Ростов-на-Дону: Издательство ЮФУ, 2008. — 176 с.
- Ватульян А. О., Беляк О. А., Сухов Д. Ю., Явруян О. В. Обратные и некорректные задачи: учебник. — Ростов-на-Дону: Издательство ЮФУ, 2011. — 232 с.
- Ватульян А. О., Денина О. В. Обратные коэффициентные задачи для стержней. Методы определения неоднородных свойств упругих стержней на основе акустического зондирования. — LAP LAMBERT Academic Publishing GmbH & Co. KG, 2011. — 104 с.
- Ватульян А. О., Колосова Е. М. Фундаментальные решения для анизотропной среды и их приложения. Интегральные представления фундаментальных и сингулярных решений для двумерных задач, способы их использования для численного решения краевых задач. — LAP LAMBERT Academic Publishing GmbH & Co. KG, 2011. — 140 с.
- Ватульян А.О., Дударев В.В., Недин Р.Д. Предварительные напряжения: моделирование и идентификация. Монография. — Издательство ЮФУ, 2014. — 206 с.
- Ватульян А. О. Коэффициентные обратные задачи механики. — Москва: Физматлит, 2019. — 225 с.
- Ватульян А. О., Нестеров С.А. Коэффициентные обратные задачи термомеханики — Ростов-на-Дону-Таганрог: Издательство Южного федерального университета, 2019. — 146 c.

### Избранные труды
Полный список публикаций Ватульяна А. О.
- Ватульян А.О. Контактные задачи со сцеплением для анизотропного слоя // ПММ. — 1977. — Вып. 4. — С. 727—734.
- Ватульян А.О., Кирютенко А.Ю., Наседкин А.В. Плоские волны и фундаментальные решения в линейной термоэлектроупругости // ПМТФ. — 1996. — Т. 37, № 5. — С. 135—142.
- Ватульян А.О. Фундаментальные решения в нестационарных задачах электроупругости // ПММ. — 1996. — Т. 60, вып. 2. — С. 309—312.
- Ватульян А.О., Ворович И.И., Соловьев А.Н. Об одном классе граничных задач в динамической теории упругости // ПММ. — 2000. — Т. 46, № 3. — С. 373—380.
- Ватульян А.О. Динамические контактные задачи для анизотропных тел // Механика контактных взаимодействий. — Москва: Физматлит, 2001. — С. 303—310.
- Ватульян А.О. Об определении конфигурации трещины в анизотропной среде // ПММ. — 2004. — Т. 68, № 1. — С. 180—188.
- Ватульян А.О. Беляк О. А. К реконструкции малых полостей в упругом слое // Дефектоскопия. — 2006. — № 10. — С. 33—39.
- Ватульян А.О. Реконструкция модулей упругости в поперечно-неоднородном волноводе // Актуальные аспекты физико-механических исследований. Акустика и волны.. — Киев: Наукова Думка, 2007. — Т. 1. — С. 56—64.
- Ватульян А.О., Явруян О.В. Идентификация композиционных материалов // Механика композиционных материалов и конструкций. — 2007. — Т. 13, № 2. — С. 174—180.
- Ватульян А.О. К теории обратных коэффициентных задач в линейной механике деформируемого тела // ПММ. — 2010. — № 6. — С. 911—918.
- Dudarev V.V, Vatulyan A.O. On the reconstruction of inhomogeneous prestress fields // ZAMM - Journal of Applied Mathematics and Mechanics. — 2011. — Vol. 91, № 6. — P. 485—492.
- Nedin R., Vatulyan A. Inverse problem of non-homogeneous residual stress identification in thin plates // International Journal of Solids and Structures. — 2013. — № 50. — P. 2107—2114.
- Nedin R., Nesterov S., Vatulyan A. On an inverse problem for inhomogeneous thermoelastic rod // International Journal of Solids and Structures. — 2013. — Vol. 51, № 3—4. — P. 776—773.
- Ватульян А.О., Богачев И.В., Дударев В.В. Об одном методе идентификации свойств многослойных мягких биологических тканей // Российский журнал биомеханики. — 2013. — Т. 17, № 3. — С. 37—48.
- Ватульян А.О., Ляпин А.А. Об обратных коэффициентных задачах пороупругости // Изв. РАН. МТТ.. — 2013. — № 2. — С. 114—121.
- Ватульян А.О., Дударев В.В. Об определении внутреннего давления в цилиндре по данным акустического зондирования // Дефектоскопия. — 2014. — № 10. — С. 52—60.
- Vatulyan A., Nedin R., Nesterov S. On reconstruction of thermalphysic characteristics of functionally graded hollow cylinder // Applied Mathematical Modelling. — 2016. — Vol. 40, № 4. — P. 2711—2719.
- Vatulyan A., Nedin R., Nesterov S. Identification of thermal conductivity coefficient and volumetric heat capacity of functionally graded materials // International Journal of Heat and Mass Transfer. — 2016. — Vol. 102. — P. 213—218.
- Ватульян А.О., Юров В.О. Волновые процессы в полом цилиндре в поле неоднородных предварительных напряжений // ПМТФ. — 2016. — № 4. — С. 182—191.
- Vatulyan A., Dudarev V., Mnukhin R. Vibration of a prestressed tube in the presence of plastic zone // Journal of Sound and Vibration // Journal of Sound and Vibration. — 2016. — Vol. 375, № 4. — P. 92—101.
- Nedin R.D., Dudarev V.V. , Vatulyan A.O. Some aspects of modeling and identification of inhomogeneous residual stress // Engineering Structures. — 2017. — Vol. 151. — P. 391—405.
- Ватульян А. О., Потетюнко О. А. К оценке деформативности решетчатой пластинки глаза // Российский журнал биомеханики. — 2017. — № 1. — С. 8—17.
- Сергей Буйло, Александр Ватульян академика РАН Иосифа Израилевича Воровича (видео) Памяти академика РАН Иосифа Израилевича Воровича (видео)